# 4,4'-Metilendianilina
La 4,4'-metilendianilina (MDA) è una molecola aromatica derivata dal difenilmetano, ed è un sospetto cancerogeno.
È inclusa nella lista delle "sostanze estremamente problematiche" della European Chemicals Agency (ECHA). Il composto è stato coinvolto in un avvelenamento di massa accidentale nelle vicinanze di Epping, nell'Essex, Regno Unito, nel 1965 durante il quale 84 soggetti sono stati avvelenati attraverso la contaminazione accidentale di farina usata per fare il pane.

## Sintesi
Nella produzione industriale, l'MDA viene sintetizzato mediante reazione tra formaldeide e anilina in presenza di acido cloridrico.

## Usi
Il composto è utilizzato principalmente per fare schiume poliuretaniche, nel qual caso viene prima fatto reagire con fosgene per formare il 4,4-metilene difenil diisocianato (MDI) prima della polimerizzazione con un poliolo. Quantitativi inferiori vengono utilizzati come indurenti in resine epossidiche e adesivi, così come nella produzione di polimeri ad alte prestazioni.

## Sicurezza
L'MDA è considerato un potenziale cancerogeno occupazionale da parte del National Institute per la sicurezza e la salute del Regno Unito. Ha così fissato un limite di esposizione consentito alle 0.01 ppm per una media ponderata nel tempo di otto ore, e un limite di esposizione a breve termine a 0.10 ppm.